# Melkvatnan
Melkvatnan är en sjö i Storumans kommun i Lappland och ingår i Umeälvens huvudavrinningsområde. Melkvatnan ligger i Vindelfjällen Natura 2000-område. Sjöns area är 0,456 kvadratkilometer och den befinner sig 910 meter över havet.